# Čitluk (Bosnië en Herzegovina)
Čitluk ⓘ is een plaats (stadje) en gemeente in het zuiden van Bosnië en Herzegovina. Het is een gemeente in het Herzegovina-Neretva kanton in de Federatie van Bosnië en Herzegovina.
In deze gemeente is ook het Mariabedevaartsoord van Međugorje te vinden, net ten zuiden van de stad Čitluk.

## Demografie

### 1971
15.359 in totaal
- Kroaten - 15.055 (98,02%)
- Moslimanen - 183 (1,19%)
- Serven - 64 (0,41%)
- Joegoslaven - 0
- overig - 57 (0,38%)

### 1991
In 1991, had de gemeente een bevolking van 14.709, waarvan 14.544 Kroaten (98.9%), 110 Moslimanen (0.8%), 19 Serven (0.1%), 17 Joegoslaven (0.1%) en 19 overigen (0.1%).
De stad Čitluk had 4317 inwoners, waarvan 99% Kroatisch was.

## Sport
De plaatselijke voetbalclub is NK Brotnjo en de basketbalclub HKK Brotnjo.